# Џејмс Камерон
Џејмс Франсис „Џим” Камерон (енгл. James Francis "Jim" Cameron; Капускејсинг, 16. август 1954) канадски је филмски режисер, продуцент, сценариста, истраживач, проналазач и филантроп из Канаде. Познат је по својим акционим и научнофантастичним филмовима који су бивали обично комерцијално успешни и врло иновативни. Камерон је режирао Титаник, који је постао најуспјешнији филм свих времена, са светском зарадом од 1,8 милијарди долара. Створио је и франшизу Терминатор.
Након Титаника, Камерон је започео пројекат за који је требало скоро десет година да се спроведе: његов научно-фикциони еп Аватар (2009), који је био посебна прекретница за 3Д технологију, и за који је био номинован за три оскара. Упркос тога што је Аватар једини његов 3Д филм до сада, Камерон је најуспешнији стваралац 3Д филма у погледу прихода. У времему између прављења Титаника и Аватара, Камерон је провео неколико година стварајући многе документарне филмове (посебно подводне документарце) и допринео је развоју дигиталног 3Д система фузионе камере. Његов биограф га описује као делом научника и делом уметника. Камерон је исто тако допринео технологијама подводног снимања и даљинских возила. Дана 26. марта 2012. Камерон је досегао до дна Маријанског рова, најдубљег сегмента океана, помоћу подморског возила Дубокоморски изазивач. Он је био прва особа која је остварила то самосталним спуштањем, и трећа особа икад. Године 2010, Тајмс магазин је навео Камеруна на списку 100 најутицајнијих људи на свету.
У тоталу, Камеронови режисерски доприноси су остварили зараду од приближно 2 милијарде долара у Северној Америци и 6 милијарди долара широм света. Неприлагођено инфлацији, Камеронов Титаник и Аватар су била два филма са највећом свеукупном зарадом свих времена са $2,19 милијарде и $2,78 милијарде респективно. Камерон је исто тако прва особа у историји која је режирала два од пет филмова са укупним глобалним приходом од преко 2 милијарде америчких долара (остала три су Ратови звезда: Буђење силе, Осветници: Рат бескраја и Осветници: Крај игре). У марту 2011, часопис Vanity Fair га је именовао особом са највећом зарадом у Холивуду, са процењеном зарадом у 2010. години од 257 милиона америчких долара. У октобру 2013, нова врста жабе Pristimantis jamescameroni из Венецуеле је названа по њему као знак признања за његове напоре на очувању животне средине, поред његовог јавног промовисања веганизма.

## Младост
Џејмс Камерон рођен је у Капускасингу, Онтарио, Канада, као син Филипа, инжењера електрике и Ширли Камерон, уметнице. Одрастао је у Чипави, Онтарио, а 1971. његова се породица преселила у Бреу, Калифорнија. Тамо је студирао физику, али страст за режирањем одвукла ће га у филмски архив Универзитета Калифорније у Лос Анђелесу Након што је погледао филм Ратови звезда, Камерон је напустио свој посао возача камиона како би ушао у филмску индустрију.

## Рана каријера
У филмској индустрији је почео као сценариста, а након тога је почео да ради на сценографији и ефектима за филмове као што су Битка изван звезда и Бекство из Њујорка. Радећи с продуцентом Роџером Корманом, Камерон је 1981. остварио свој режисерски деби с филмом Пирана 2: Мрешћење, који је сниман на Кејманским острвима за подводне секвенце и у Риму за ентеријере. Прво је био ангажиран као режисер специјалних ефеката, а кад је оригинални режисер напустио пројект, преузео је режију.

## Филмографија
| Година | Филм                       | Режија | Сценарио | Продуцент | Монтажер |
| ------ | -------------------------- | ------ | -------- | --------- | -------- |
| 1981   | Пирана 2: Мрешћење         | Да     | Не       | Не        | Не       |
| 1984   | Терминатор                 | Да     | Да       | Не        | Не       |
| 1985   | Рамбо 2                    | Не     | Да       | Не        | Не       |
| 1986   | Осми путник 2              | Да     | Да       | Не        | Не       |
| 1989   | Амбис                      | Да     | Да       | Не        | Не       |
| 1991   | Терминатор 2: Судњи дан    | Да     | Да       | Да        | Не       |
| 1994   | Истините лажи              | Да     | Да       | Да        | Не       |
| 1997   | Титаник                    | Да     | Да       | Да        | Да       |
| 2002   | Соларис                    | Не     | Не       | Да        | Не       |
| 2009   | Аватар                     | Да     | Да       | Да        | Да       |
| 2019   | Алита: Борбени анђео       | Не     | Да       | Да        | Не       |
| 2019   | Терминатор: Мрачна судбина | Не     | Не       | Да        | Не       |
| 2022   | Аватар: Пут воде           | Да     | Да       | Да        | Да       |
| 2025   | Аватар 3                   | Да     | Да       | Да        | Да       |
| 2029   | Аватар 4                   | Да     | Да       | Да        | Да       |